# Absher (application)
Pour les articles homonymes, voir Absher.
Absher ( en arabe : أبشر Abshar, qui signifie « bonne nouvelle » ou « oui, c'est fait », « à vos ordres ») est une application pour smartphone qui permet aux citoyens et aux résidents d'Arabie saoudite d'utiliser divers services gouvernementaux, notamment les formalités administratives, gestion de comptes en banque, paiement du stationnement, etc., et inclut un système très controversé de tutelle masculine (en),,. 
L'application, conçue par le ministère de l'Intérieur saoudien (en), peut être téléchargée sur Google Play Store et Apple App Store,, selon lequel Absher compte en 2019 plus de 11 millions d'utilisateurs, soit la moitié de la population. Depuis février 2019, Absher a été téléchargé 4,2 millions de fois sur l'App Store.

## Impact sur les droits des femmes
L'application a attiré l'attention des médias en 2019 pour ses fonctions appuyant la politique saoudienne de tutelle masculine (en) après une enquête menée par Business Insider. L'application permet en effet aux personnes ayant la charge d’une famille — père, fils majeur ou grand-père — de recevoir des notifications si une femme sous leur tutelle  — épouse, sœur et fille —  s’identifie auprès des autorités, dans un aéroport ou à un poste-frontière par un aéroport, et de leur retirer le droit de voyager,,,. Tous les déplacements sont enregistrés sur l’application. 
En février 2019, le PDG d'Apple, Tim Cook, a répondu à ces critiques en déclarant son intention d'enquêter sur la situation ,,. Google a également déclaré qu'il examinerait l'application,, mais a refusé de supprimer l'application, car elle ne violait pas les termes et conditions de la plateforme. 
Dans ce contexte, la responsable d’Absher, Atiyah Al-Anazy, a annoncé que 2 millions de femmes utilisent actuellement l’application en Arabie saoudite pour faciliter leurs transactions. Certaines utilisatrices ont déclaré que l'application leur avait facilité leurs déplacements. Dans quelques cas, les femmes ont pu contourner les fonctions prévues en prenant le contrôle de l'application,. 

## Controverse
L'application a été critiquée par divers défenseurs des droits de l'homme, organisations de défense des droits de l'homme internationales. Les États-Unis et l'Europe ont également condamné l'application et demandé au royaume de mettre fin à son système de tutelle masculine. 
Le sénateur américain Ron Wyden de l'Oregon a écrit aux PDG d'Apple et de Google pour réclamant le retrait immédiat de l'application, déclarant que « Les sociétés américaines ne devraient pas faciliter le patriarcat du gouvernement saoudien en permettant aux hommes saoudiens de contrôler les membres de leur famille à partir de leurs smartphones »; il a qualifié d'« odieux » le système de contrôle saoudien des femmes. 
Selon les législateurs européens, les règles actuelles imposées aux femmes par le gouvernement saoudien font d'elles des « citoyens de seconde classe ». Les législateurs ont également demandé aux États de l'UE de continuer à faire pression sur Riyad afin d'améliorer les conditions des femmes et les droits de l'homme. 
Amnesty International et Human Rights Watch ont accusé Apple et Google d'encourager un apartheid du genre en hébergeant cette application. 
Les membres du congrès américain Katherine Clark et Rep. Carolyn B. Maloney ont qualifié Absher d'« arme patriarcale » et demandé son retrait. 
Cependant, la médecin saoudienne Khawla Al-Kuraya (en) a soutenu cette application dans un éditorial du Bloomberg News . Kuraya a écrit qu'Absher avait aidé les femmes saoudiennes à éviter la bureaucratie gouvernementale, car elle permettait à leurs tuteurs masculins de traiter plus facilement leurs autorisations de voyage. Bien qu'elle pense que le système de tutelle doit être reconsidéré, elle affirme qu'Absher est une étape importante dans la résolution des problèmes des femmes en Arabie saoudite.